# بودو شميت
بودو شميت (بالألمانية: Bodo Schmidt)‏ هو مدرب كرة قدم ولاعب كرة قدم ألماني في مركز الدفاع، ولد في 3 سبتمبر 1967 في نيبول في ألمانيا. لعب مع بايرن ميونخ ب وبوروسيا دورتموند ونادي أونترهاخينغ ونادي كولن ونادي ماغديبورغ.

## وصلات خارجية
- بودو شميت على موقع قاعدة بيانات كرة القدم.إي يو (الإنجليزية)
- بودو شميت على موقع بيانات كرة القدم. دي إي (الألمانية)
- بودو شميت على موقع عالم كرة القدم.نت (الإنجليزية)